# Изиповка
Изиповка — деревня в Котельничском районе Кировской области в составе Чистопольского сельского поселения.

## География
Располагается на расстоянии примерно 58 км по прямой на юг-юго-запад от райцентра города Котельнич.

## История
Известна с 1802 года как починок Ижиповский с населением 13 душ мужского пола, в 1873 году (Изиповский) было отмечено дворов 13 и жителей 150, в 1905 (деревня Изиповская) 38 и 267, в 1926 56 и 309, в 1950 89 и 475, в 1989 году проживало 54 человека. Настоящее название утвердилось с 1926 году.

## Население
Постоянное население  составляло 10 человек (русские 100%) в 2002 году, 7 в 2010.